# Sociální teorie
Sociální teorie patří mezi společenské vědy. Lze ji považovat za obor úzce související s dějinami sociologie. Oproti ní však zahrnuje širší teoretický rámec a neomezuje se pouze na sociologickou terminologii a obvyklý, často kanonický přístup k sociální problematice. Sociologie sousloví sociální teorie až do 40. let 20. stol. neznala
, takže bylo možné oba termíny do jisté míry zaměňovat. Stejně jako sociologie tak spolupracuje především s těmito jinými vědami: filosofie, historie, ekonomie, demografie, sociální geografie, sociální psychologie a psychologie, kulturní a sociální antropologie, politologie, právo, ekologie, lingvistika či kulturální studia.
Dnes sociální teorií míníme vědecky i pojmově dobře vybavené přístupy, ačkoliv spíše volněji ukotvené, interdisciplinární . Zaměřují se více na každodennost, její interakce a názorovou polemiku, čímž často zasahují i do jednání o směřování a cílech společnosti. Často je spojována se směry jako jsou teorie kultury, kritická teorie, feministická teorie, historická sociologie, post-koloniální teorie, poststrukturalismus, postmodernismus, politická teorie aj.
Mezi představitele (pokud přímo nejmenujeme většinu autorů z oboru sociologie) můžeme zařadit tato jména: Michel Foucault, Jean Baudrillard, Jacques Derrida, Jean-François Lyotard, Stuart Hall, Edward Said, Norbert Elias, Pierre Bourdieu, Theodor Adorno aj.
V České republice se sociální teorií zabývá internetový časopis Sociální teorie .cz (socialniteorie.cz či socialtheory.eu Archivováno 14. 10. 2015 na Wayback Machine.), který je vlastním a neformálním projektem kolektivu studentů sociologie při Institutu sociálních studií Fakulty sociálních věd Univerzity Karlovy v Praze. Jeho posláním je přinést mezioborový vhled do studia moderní sociální teorie prostřednictvím publikace článků, studií, výzkumných zpráv, recenzí, postřehů či monografií.